# Kalendarium historii Gołdapi

Herb Gołdapi

## Do 1657 –GołdaplennemKorony Królestwa Polskiego

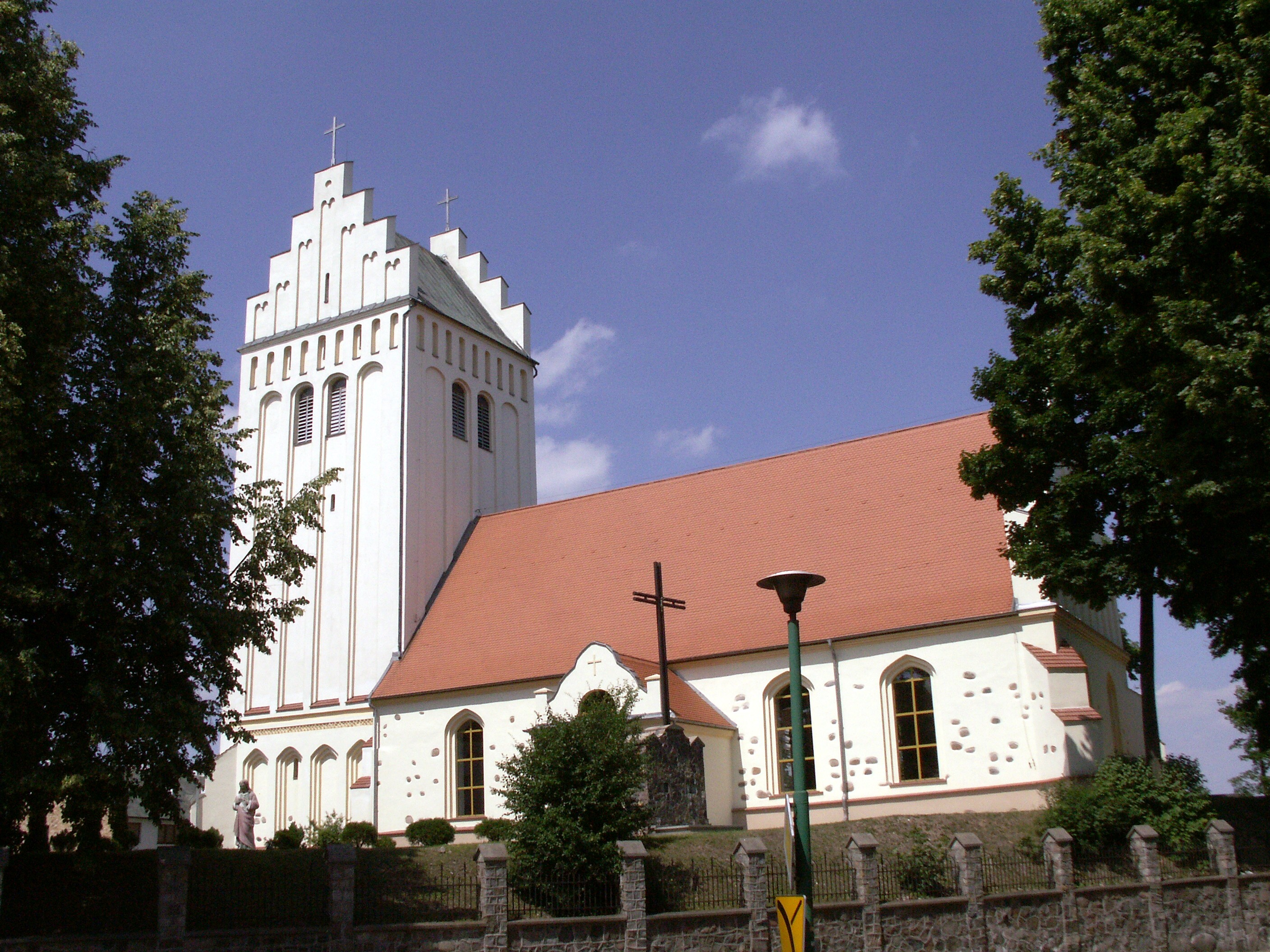
Konkatedra Najświętszej Maryi Panny Matki Kościoła

- 1560 – ukończenie budowy kościoła luterańskiego (od 1992 Konkatedry Najświętszej Maryi Panny Matki Kościoła)
- 1565-66  w miejscu wsi Szyłajty powstaje miasto, którego zasadźcą i pierwszym sołtysem jest Bronisz Rostek
- 1570 – nadanie praw miejskich przez księcia pruskiego Fryderyka Alberta oraz otrzymanie herbu
- 1583 – bunt i secesja mieszczan, którzy uwięzili burmistrza, w wyniku represji większa część ludności emigruje[1].
- 1608 – wyznaczenie pierwszych granic miasta[2]
- 1623 – pożar miasta[3][4]
- 1625 – epidemia dżumy[3][4]
- 1656 – zajęcie miasta przez wojska ks. Dymitra Wiśniowieckiego[2]
- 1656-1657 – najazdy tatarskie[3][4]

## 1657-1701 – W państwie prusko-brandenburskim
- 1660 – pożar miasta[3], kolejne w 1662, 1676, 1691[5] i 1694[1]
- 1664, 10 czerwca – narodziny polskiego duchownego luterańskiego Jana Jakuba Gräbera
- 1677 – Gołdap liczy ok. 450 mieszkańców[6]

## 1701-1871 – Gołdap w składzieKrólestwa Prus
- 1706 – budowa empory i kruchty południowej przy obecnej Konkatedrze Najświętszej Maryi Panny Matki Kościoła
- 1709-1710 - epidemia dżumy zabija 700 mieszczan, prawie połowę ludności[2]
- 1717 – budowa zakrystii przy obecnej Konkatedrze Najświętszej Maryi Panny Matki Kościoła
- 1719 – utworzenie garnizonu[5]
- 1743 – nabożeństwa odbywają się w jęz. polskim, litewskim i niemieckim[7]
- 1757-1762 - miasto zajęli Rosjanie[2]
- 1778 – budowa drugiego kościoła w mieście[3]
- 1807, 25 czerwca – miasto zajęły oddziały polskie pod dowództwem gen. Jana Henryka Dąbrowskiego, po czym kwaterowały w mieście przez miesiąc[8]
- 1812, czerwiec – przemarsz wojsk francuskich podczas marszu na Rosję[3]
- 1818 – Gołdap siedzibą powiatu gołdapskiego[3][4]
- 1831 – pożar domu pastora polskiego, co oznacza że w mieście wciąż odprawiane są polskie nabożeństwa[7]
- 1831-1832 – epidemia cholery[3]
- 1832 – miasto liczy 3494 mieszkańców[3]
- 1834 – pożar trawi 266 budynków[3]
- 1846-1855 – budowa drogi bitej łączącej Ełk i Wystruć, przechodzącej przez Gołdap[8]

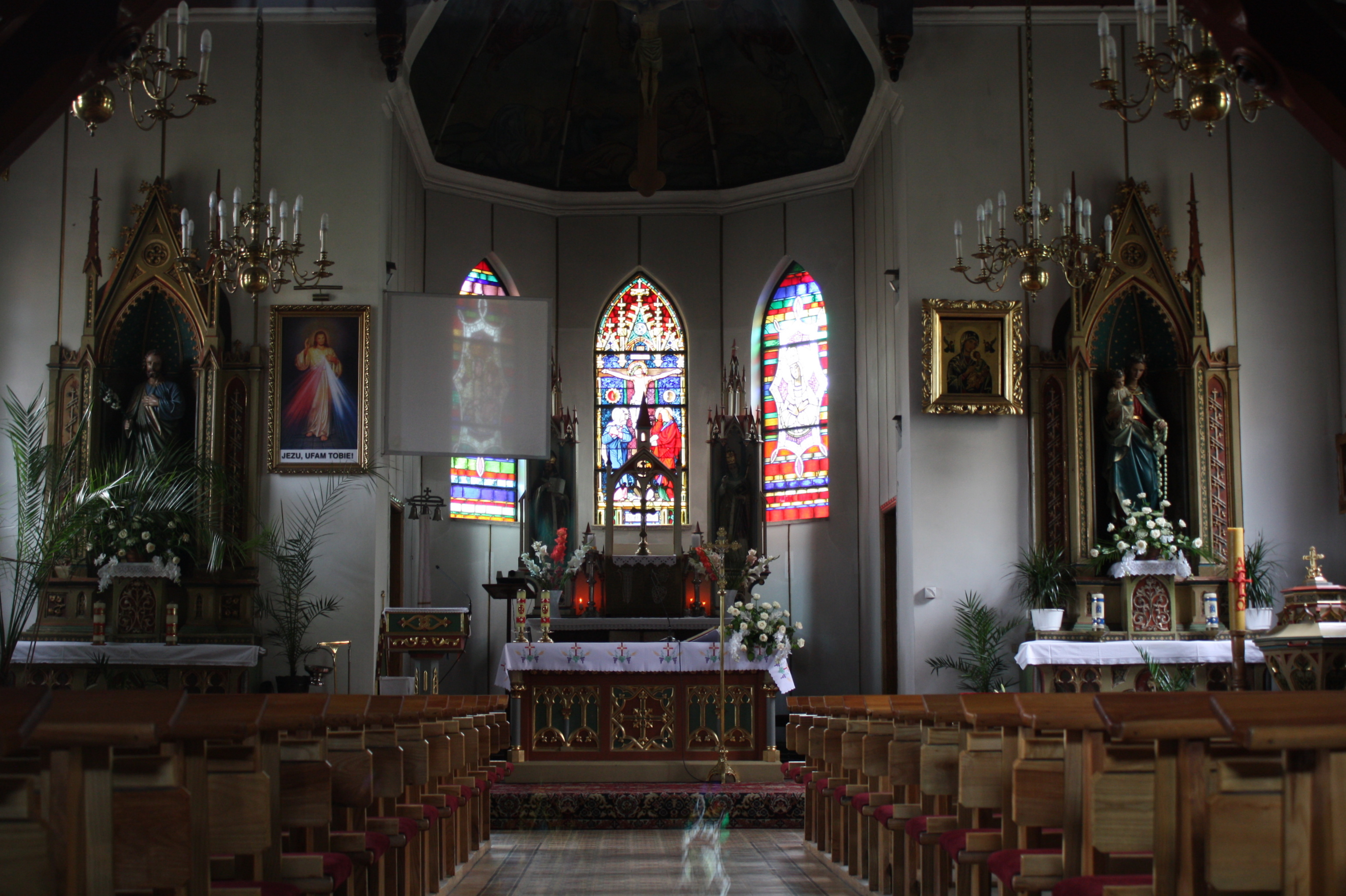
Wnętrze kościoła św. Leona

## 1871-1945 – Gołdap w zjednoczonych Niemczech
- 1878 – otwarcie połączenia kolejowego Gołdap-Wystruć[2]
- 1879 – otwarcie połączenia kolejowego Gołdap-Ełk[9]
- 1890 – miasto liczy 7161 mieszkańców, powiat gołdapski – 45002 mieszkańców, w tym 2100 Polaków i 1000 Litwinów[10]
- 1891 – początek budowy neogotyckiego kościoła św. Leona[4]
- 1894, 9 września – poświęcenie kościoła św. Leona[4]
- 1899 – otwarcie połączenia kolejowego Gołdap-Węgorzewo[11]

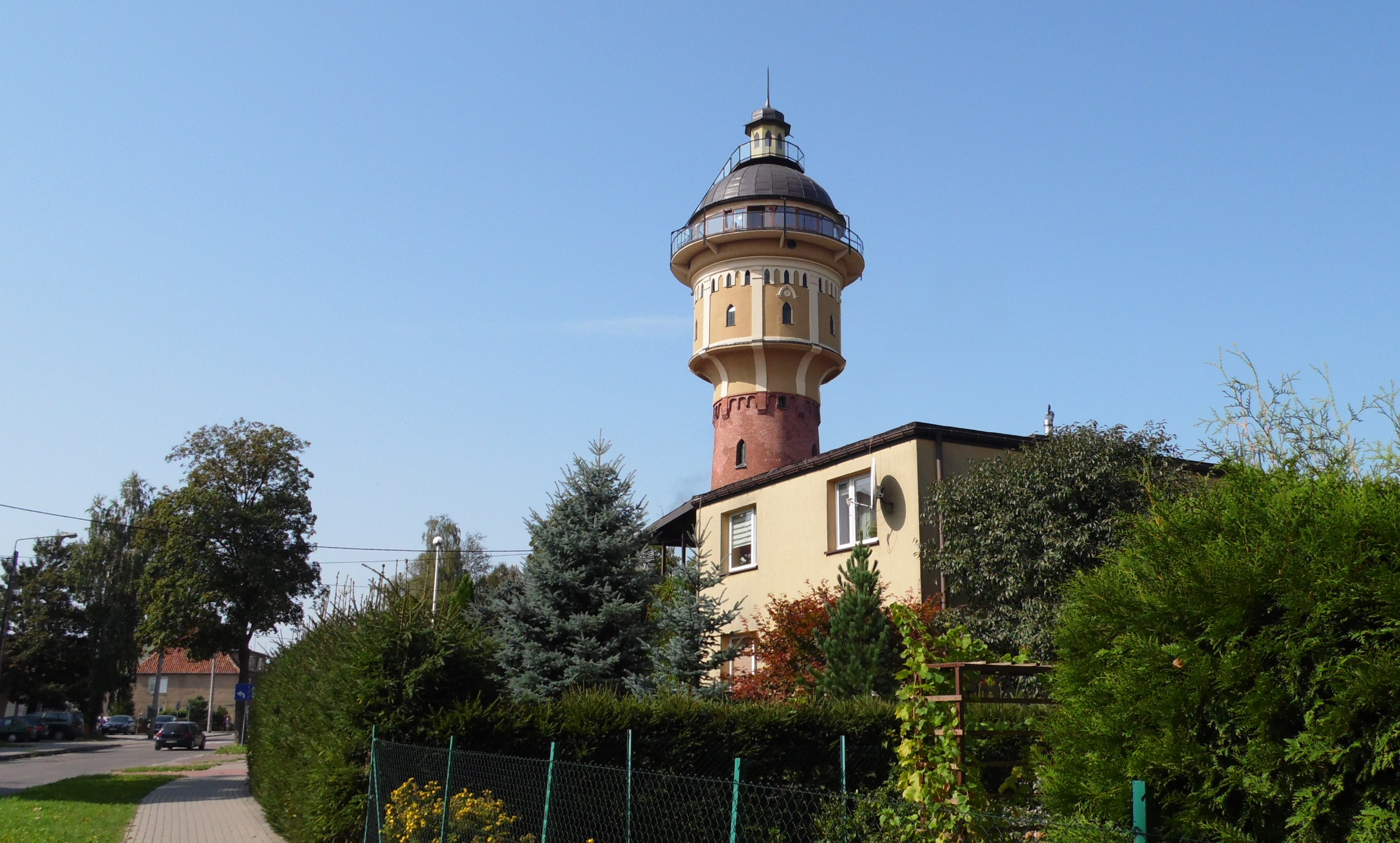
Wieża ciśnień z 1905

- 1902-1903 – powstanie nowej szkoły powszechnej[3]
- 1905 – oddanie do użytku wieży ciśnień

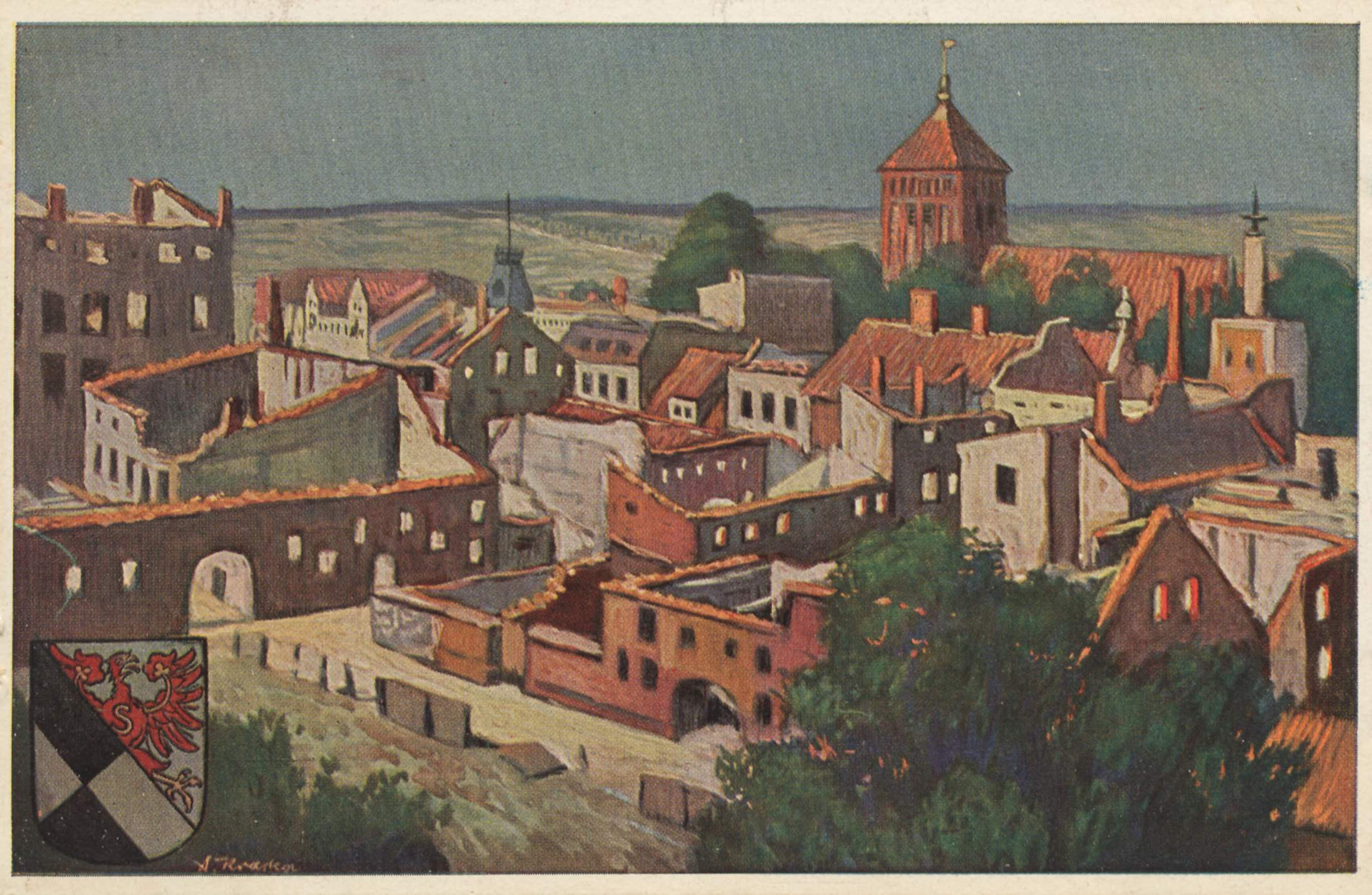
Zniszczona Gołdap w trakcie I wojny światowej

- 1914-1915 - miasto dwa razy zdobywali Rosjanie i dwukrotnie odbijali je Niemcy[2]
- 1926, 25 sierpnia – powołanie parafii św. Leona i św. Bonifacego[4]
- 1929 – powstanie szkoły średniej[3]
- 1938, 9 listopada – spalenie synagogi w noc kryształową przez nazistów[12]
- 1939
  - miasto liczyło 12800 mieszkańców
  - po wybuchu II wojny światowej z miasta ruszyło uderzenie sił niemieckich na Mazowsze i Podlasie[2]
- 1941 - zgrupowanie wojsk przed uderzeniem na ZSRR[2]
- 1944, 22 października - front wschodni dotarł do miasta[3][4]; zostaje ono zdobyte przez oddziały radzieckie, ale Niemcy otaczają je i po tygodniu ciężkich walk zmuszają do kapitulacji[1]
- 1945, 22 stycznia – zdobycie miasta przez oddziały 11 armii gwardii III Frontu Białoruskiego (w 1970 roku na pl. Zwycięstwa odsłonięto Pomnik Braterstwa Broni poświęcony m.in. żołnierzom radzieckim; 1431 żołnierzy radzieckich poległych podczas walk o miasto zostało pochowanych na cmentarzu we Wronkach Wielkich)[13].

## od 1945 – Gołdap w Polsce
- 1945
  - po wojnie miasto znajduje się w granicach Polski, zniszczenia zabudowy i infrastruktury 80-90%[1]
  - czerwiec – przesiedlenie przez Państwowy Urząd Repatriacyjny na teren powiatu gołdapskiego 120 osób[14]
  - 7 lipca – uchwała Rady Ministrów o wyłączeniu z Okręgu Mazurskiego (d. Prusy Wschodnie) powiatów gołdapskiego, ełckiego i oleckiego i powierzeniu administracji nad nimi wojewodzie białostockiemu[14]
- 1948 – założenie klubu sportowego Cresovia Gołdap[15]
- 1975
  - 1 czerwca – w wyniku nowego podziału administracyjnego Polski Gołdap znajduje się w granicach województwa suwalskiego
  - zmiana nazwy klubu Cresovia Gołdap na Rominta Gołdap[15]
- 1978 – powstanie punktu nauczania Państwowej Szkoły Muzycznej w Olecku[16]
- 1979, 1 września – przekształcenie punktu nauczania Państwowej Szkoły Muzycznej w Olecku w filię[16]
- 1981-1984 – odbudowa kościoła Najświętszej Maryi Panny Matki Kościoła ze zniszczeń wojennych[6]

- 1982

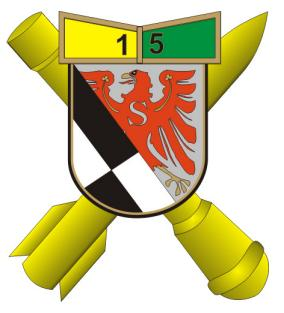
Odznaka pamiątkowa 15 Gołdapskiego Pułku Przeciwlotniczego

  - 6 stycznia-24 lipca – internowanie łącznie ok. 400 kobiet z całej Polski w ośrodku wypoczynkowym Komitetu ds. Radia i Telewizji[17]
  - 13 maja – początek strajku głodowego internowanych kobiet[17]
- 1986 – wyłączenie wieży ciśnień z użytku
- 1987 – Rominta Gołdap zdobywa regionalny Suwalski Puchar Polski[15]
- 1989 – powołanie Sambijskiej Kapituły Kolegiackiej w Gołdapi[6]
- 1990 – Marek Miros wybrany burmistrzem Gołdapi
- 1991 – powołanie parafii św. Józefa Robotnika
- 1992 – ustanowienie Parafii Najświętszej Maryi Panny Matki Kościoła, podniesienie kościoła parafialnego do rangi konkatedry diecezji ełckiej
- 1994 – sformowanie 15 Gołdapskiego Pułku Przeciwlotniczego
- 1995 – uruchomienie przejścia granicznego Gołdap-Gusiew[3]
- 1996 – odsłonięcie jedynego w Polsce pomnika Immanuela Kanta

- 1999

Herb powiatu gołdapskiego

  - 1 stycznia – w wyniku nowego podziału administracyjnego Polski Gołdap znajduje się w granicach województwa warmińsko-mazurskiego i powiatu olecko-gołdapskiego
  - 1 września – utworzenie Państwowej Szkoły Muzycznej I stopnia w Gołdapi[16]
- 2000, październik – miasto otrzymuje status uzdrowiska[3]
- 2002, 1 stycznia – Gołdap siedzibą nowo powstałego powiatu gołdapskiego
- 2004 – oddanie do użytku Centrum Sportowo-Rekreacyjnego Piękna Góra
- 2007, 28 czerwca – przyjęcie herbu powiatu gołdapskiego\
- 2008 – powstanie Muzeum Ziemi Gołdapskiej
- 2009, 17 lipca – otwarcie odnowionej wieży ciśnień z tarasem widokowym
- 2010 – otwarcie obwodnicy Gołdapi

- 2014

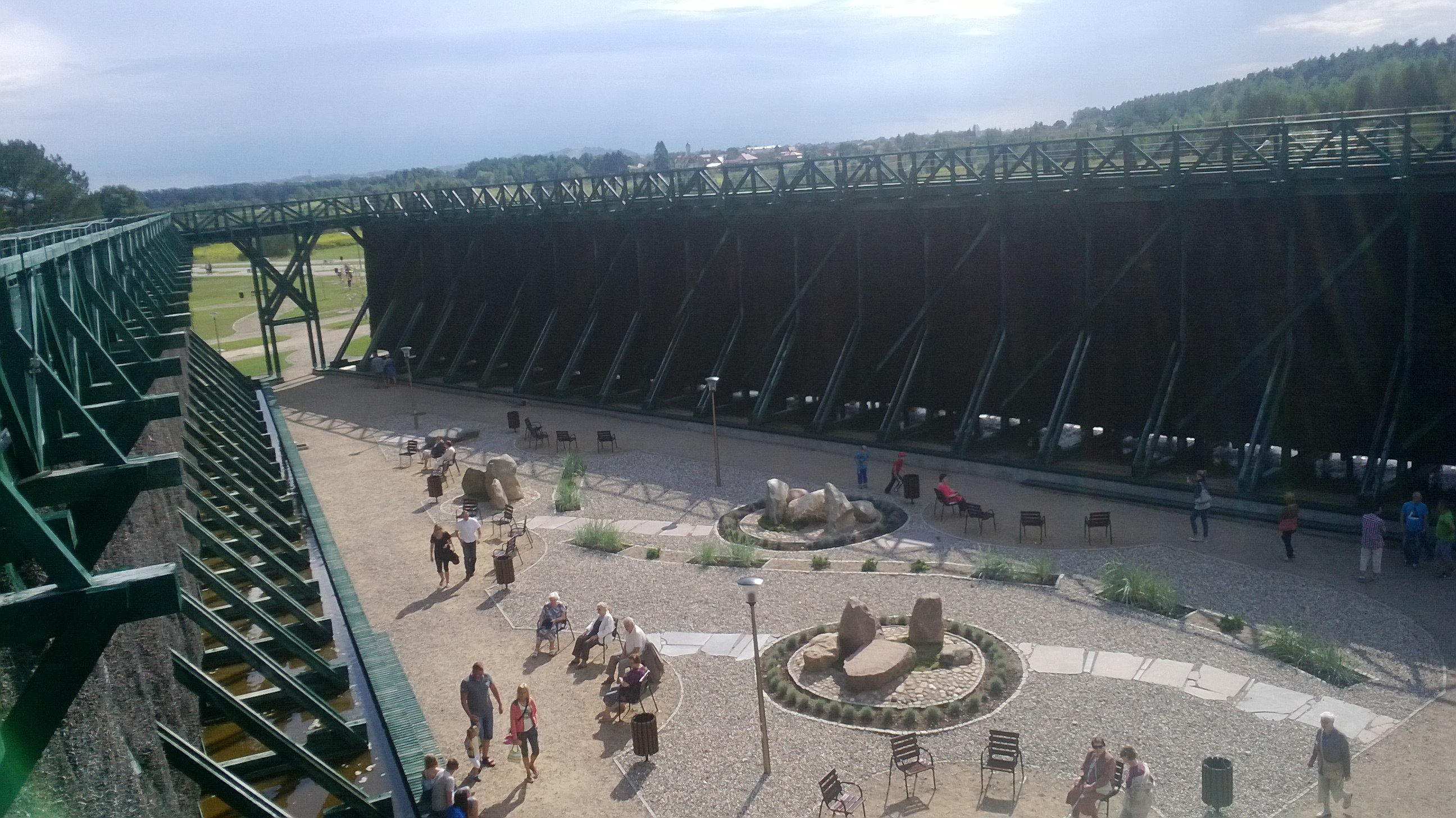
Tężnia solankowa

  - 30 kwietnia - otwarcie tężni solankowej[18]

## Przynależność państwowa

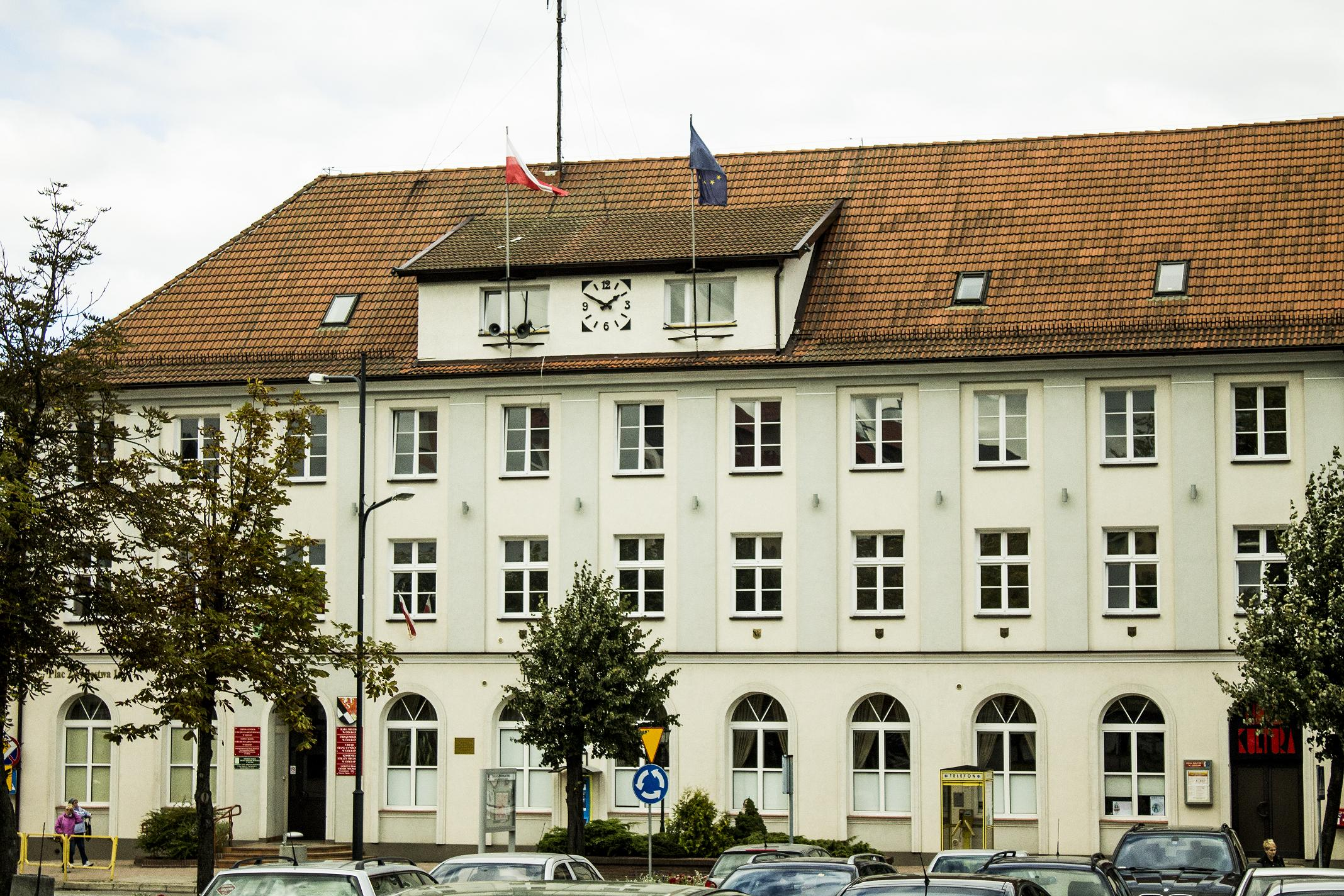
Magistrat

Od powstania Gołdap znajdowała się pod panowaniem następujących państw:
- 1565-1657 –  Korona Królestwa Polskiego,  Prusy Książęce (lenno, od 1618 w unii personalnej z Brandenburgią)
- 1657-1701 –  Brandenburgia-Prusy
- 1701-1867 –  Królestwo Prus
- 1867-1871 –  Związek Północnoniemiecki,  Królestwo Prus
- 1871-1919 –  Rzesza Niemiecka, / Królestwo Prus
- 1919-1933 –  Rzesza Niemiecka
- 1933-1938 –  [a] Rzesza Niemiecka
- 1938-1945 –  Rzesza Wielkoniemiecka[b]
- 1945-1952 –  Rzeczpospolita Polska
- 1952-1989 –  Polska Rzeczpospolita Ludowa
- od 1989 –  Rzeczpospolita Polska